# Irler Hof
Irler Hof ist eine aus einem Bauerngut hervorgegangene Ortslage in der bergischen Großstadt Solingen.

## Lage und Beschreibung
Irler Hof befindet sich im westlichen Bereich des Stadtbezirks Burg/Höhscheid und gehört zum dortigen Stadtteil Höhscheid. Der Ort befindet sich am Rande eines kleinen Höhenrückens, auf dem als Höhenrückenstraße die Bergerstraße (bzw. im weiteren Verlauf Untenhöhscheid und Irler Hof genannt) zwischen Höhscheid und Kohlsberg verläuft. In einer Kurve der Straße, teils zusammengewachsen mit dem Nachbarort Untenhöhscheid, befindet sich der bis heute als Bauernhof genutzte Irler Hof. Nach Norden fällt das Gelände am Irler Hof in Richtung des Höhscheider Bachs ab, südlich befindet sich das bewaldete Weinsberger Bachtal.  
Benachbarte Orte sind bzw. waren (von Nord nach West): Steigerhäuschen, Neuenhaus, Höhscheider Hof, Untenhöhscheid, Enderskotten, Strupsmühle, Höhmannsberg, Kohlsberg, Schirpenberg und Neuenhauser Kotten. 

## Etymologie
Die Ortsbezeichnung Irlen kommt vielfach auf heutigem Solinger Stadtgebiet vor, etwa in der Merscheider Ortschaft Fürker Irlen oder der Dorper Hofschaft Irlen. Das Wort Irlen ist dabei vom Erlenbaum abgeleitet. Der Irler Hof ist ein bei oder in den Irlen gelegener Bauernhof. In früheren Zeiten wurden Schuttabladestellen abseits der Siedlungskerne In den Irlen genannt, da dort oftmals Erlen angepflanzt wurden.

## Geschichte
Am Irler Hof gelang einer der wenigen vorgeschichtlichen Einzelfunde auf dem Solinger Stadtgebiet. Es handelt sich dabei um einen jungsteinzeitlichen Gegenstand, der südlich der Straße von Kohlsberg nach Höhscheid entdeckt wurde.:1
Der Ort kann bis in das frühe 18. Jahrhundert zurückverfolgt werden. Im Jahre 1715 ist er in der Karte Topographia Ducatus Montani, Blatt Amt Solingen, von Erich Philipp Ploennies mit einer Hofstelle verzeichnet und als Irlen benannt. Die Topographische Aufnahme der Rheinlande von 1824 verzeichnet den Ort als Irlen und die Preußische Uraufnahme von 1844 als Irlerhof. In der Topographischen Karte des Regierungsbezirks Düsseldorf von 1871 ist der Ort als Irlerhof verzeichnet.
Irlerhof wurde in den Ortsregistern der Honschaft Höhscheid innerhalb des Amtes Solingen geführt. Nach Gründung der Mairien und späteren Bürgermeistereien 1808 gehörte der Ort zur Bürgermeisterei Höhscheid, die 1856 zur Stadt erhoben wurde und lag dort in der Flur VI. Meiswinkel. 
Mit der Städtevereinigung zu Groß-Solingen im Jahre 1929 wurde Irler Hof in die neue Großstadt Solingen eingemeindet. Durch die bauliche Verdichtung im Nachbarort Untenhöhscheid seit den 1990er Jahren ist der Irler Hof heute teilweise mit diesem zusammengewachsen. Der Bauernhof am Irler Hof wird seit 2020 als Erlebnishof für Kinder betrieben.